# Kate Campbell Hurd-Mead
Pour les articles homonymes, voir Hurd.
Kate Campbell Hurd-Mead (Danville, Québec, Canada 6 avril 1867 – Haddam, Connecticut, États-Unis 1er janvier 1941) est une pionnière canadienne et américaine du féminisme et une gynécologue qui a fait la promotion du rôle des femmes en médecine. Elle a écrit A History of Women in Medicine: From the Earliest of Times to the Beginning of the Nineteenth Century en 1938.

## Biographie
Kate Campbell Hurd-Mead est une des fondatrices et gynécologues consultantes au Middlesex County Hospital (en) au Connecticut, de 1907 jusqu'à sa retraite en 1925.